# Dreamworld
Koordinaten: 27° 51′ 50″ S, 153° 18′ 53″ O
Dreamworld ist ein Freizeitpark an der Gold Coast, nahe Brisbane, in Australien. Er ist mit rund 85 Hektar derzeit der größte Freizeitpark in Australien und wurde am 15. Dezember 1981 eröffnet.
Im Dezember 2006 wurde in direkter Nachbarschaft zu dem Park vom selben Unternehmen der Wasserpark White Water World als eigenständiger Freizeitpark eröffnet. Die beiden Parks sind durch einen speziellen Übergang verbunden und mit einem speziellen Ticket, dem sogenannten World Pass (Werbeslogan: „Get drenched. Get dry.“ – engl. etwa „Werd' nass. Werd' trocken.“) kann man beide Parks besuchen.

## Attraktionen

### Achterbahnen
| Name                 | Typ                                  | Hersteller     | Eröffnungsjahr |
| -------------------- | ------------------------------------ | -------------- | -------------- |
| Big Red Boat         | Powered Coaster, Familienachterbahn  | Zamperla       | 2023           |
| Gold Coaster         | Stahlachterbahn mit Inversionen      | Arrow Dynamics | 2001           |
| Jungle Rush          | Stahlachterbahn ohne Inversionen     | Vekoma         | 2024           |
| Kenny’s Forest Flyer | Inverted Coaster, Familienachterbahn | Vekoma         | 2002           |
| Motocoaster          | Launched Coaster                     | Intamin        | 2007           |
| Steel Taipan         | Launched Coaster                     | Mack Rides     | 2021           |

### Weitere Attraktionen (Auswahl)
- The Giant Drop: 120 m hoher Freifallturm
- The Claw: Frisbee-Fahrgeschäft
- Wipeout: Top Spin
- IMAX-Kino
- Tiger Island: Tägliche Shows mit Bengalischen und Sumatra-Tigern
- Australian Wildlife Experience: Großer Zoo-Bereich mit Schwerpunkt auf der australischen Fauna

### Nicht mehr bestehende Attraktionen (Auswahl)

#### Achterbahnen
| Name                      | Typ                               | Hersteller                             | Eröffnung | Schließung |
| ------------------------- | --------------------------------- | -------------------------------------- | --------- | ---------- |
| BuzzSaw                   | Stahlachterbahn mit Inversionen   | Maurer Rides                           | 2011      | 2021       |
| Eureka Mountain Mine Ride | Wilde Maus, Dunkelachterbahn      | B. A. Schiff & Associates              | 1986      | 2006       |
| Thunderbolt               | Stahlachterbahn mit Inversionen   | Meisho Amusement Machines, Okamoto Co. | 1982      | 2003       |
| Tower of Terror II        | Launched Coaster, Shuttle Coaster | Intamin                                | 1997      | 2019       |

#### Weitere Attraktionen
- Thunder River Rapids Ride (1986–2016)

## Unfälle
- 25. Oktober 2016: Bei einem Unfall sind in der Attraktion Thunder River Rapids Ride vier erwachsene Personen ums Leben gekommen, als ihr Boot umkippte. Die Opfer wurden aus dem Boot herausgeschleudert und teilweise eingeklemmt.[11] Mit ihnen saßen zwei Kinder im Boot, die überlebten.[12] Im November 2016 gab der Park bekannt, dass die Attraktion abgerissen und aus dem Park entfernt wird.[13]
- 16. April 2017: Auf der Wildwasserbahn Rocky Hollow Log Ride fiel ein junger Mann aus einem Boot und geriet dabei in die Rinne der Wildwasserbahn; er erlitt schwere Verletzungen und ertrank beinahe, als er von zwei Booten überfahren wurde. Nach dem Unfall blieb die Bahn geschlossen. Sie wurde im Januar 2018 wiedereröffnet. Zukünftig soll durch ein zusätzlich montiertes Sicherheits-Dach über jedem Boot ein Hinausfallen oder Aufstehen während der Fahrt verhindert oder zumindest erschwert werden.[14]

## Galerie

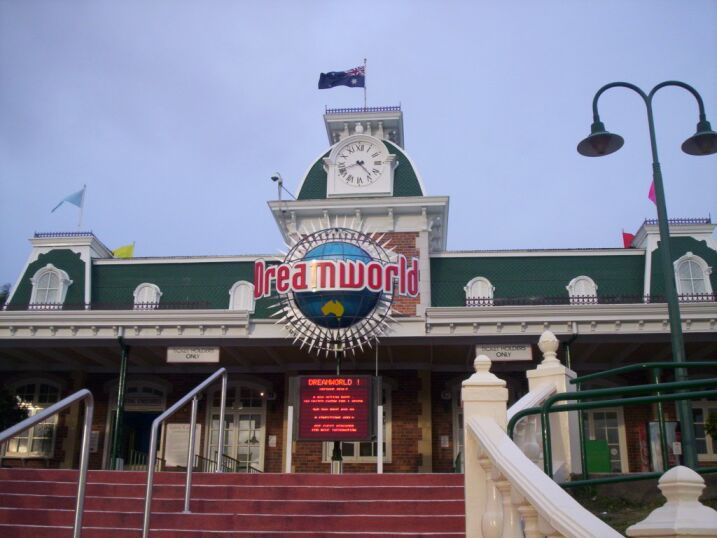
Haupteingang
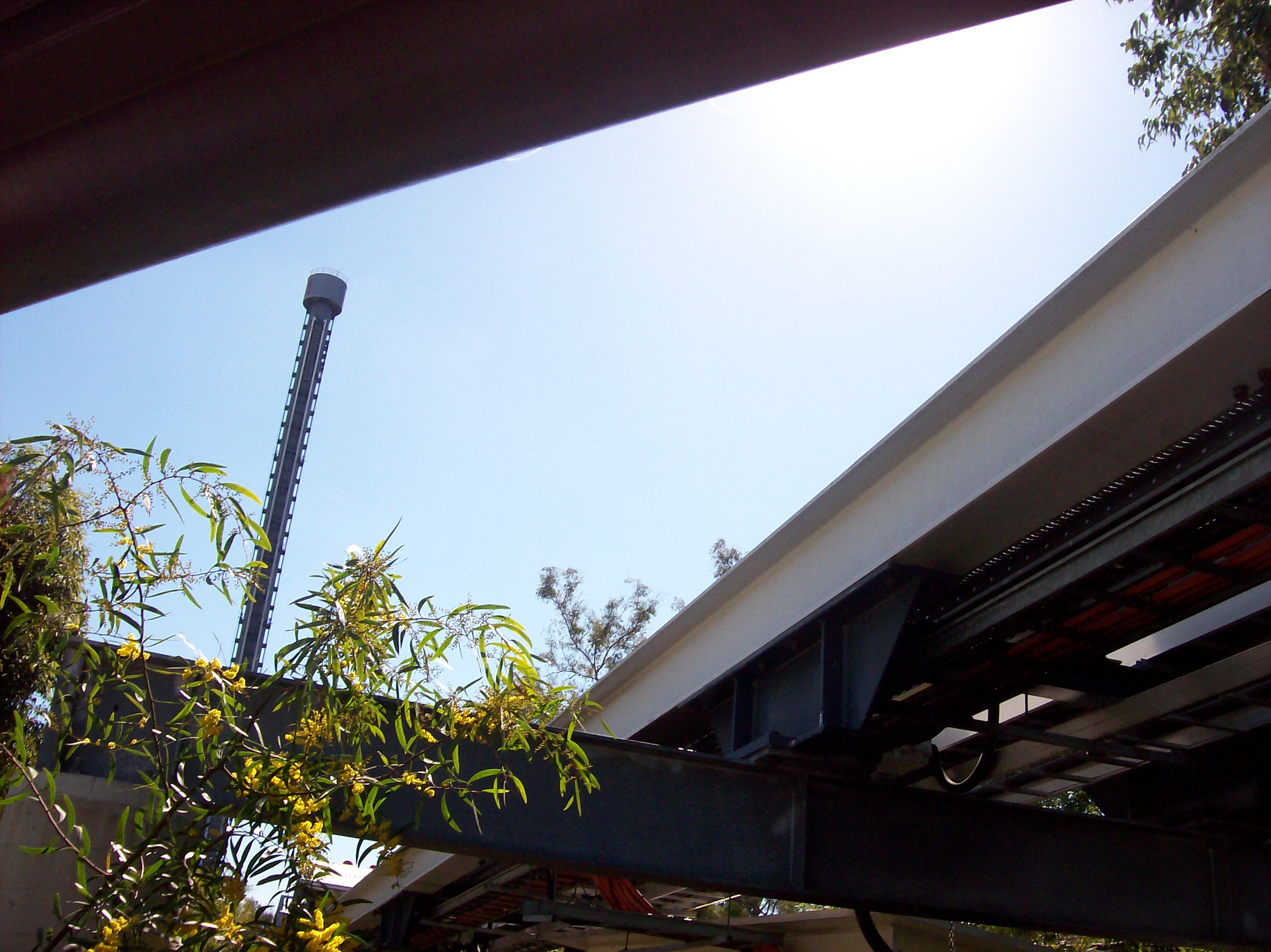
Dreamworld Tower, an dem sich der Tower of Terror und der Giant Drop befinden
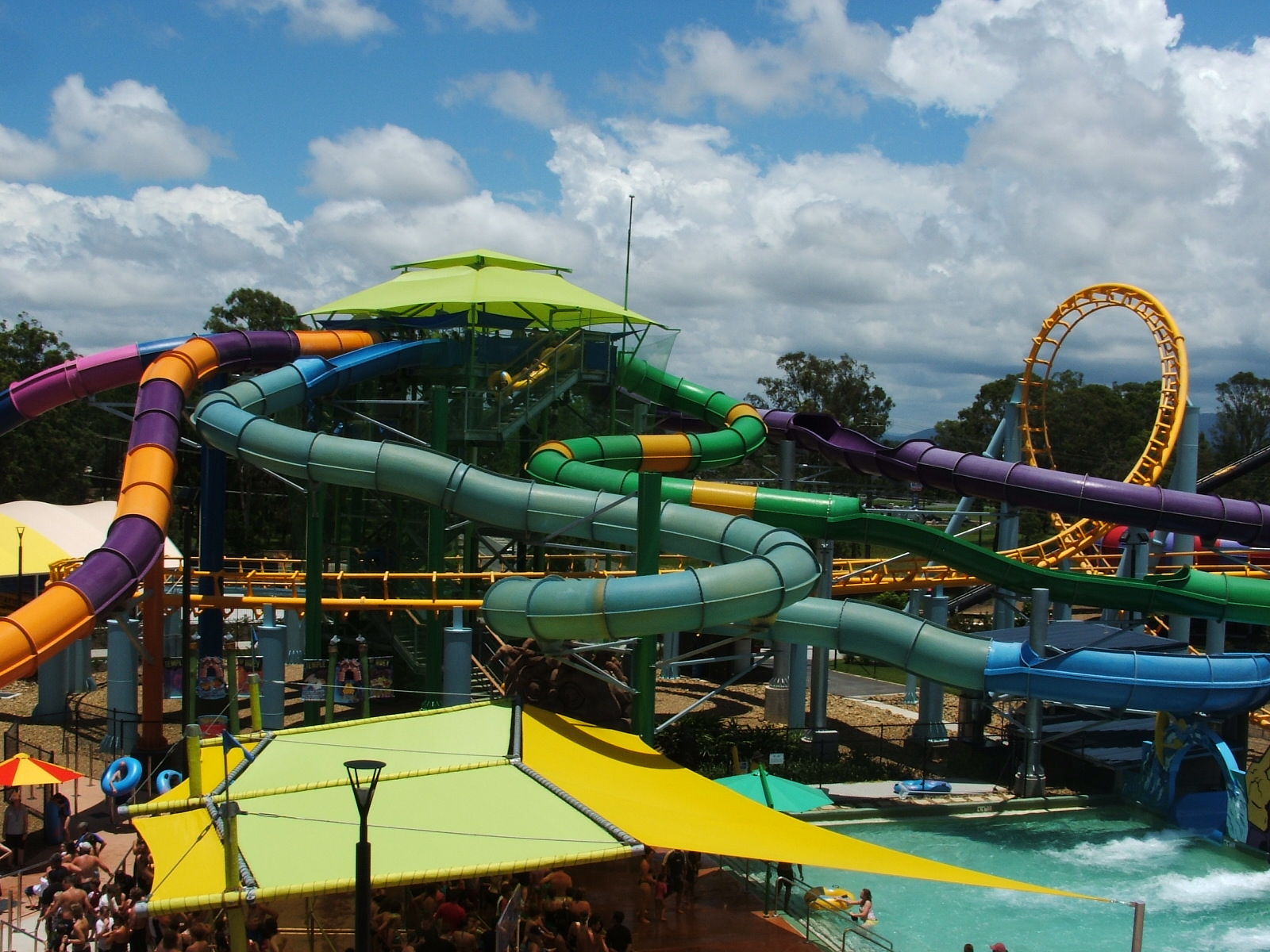
Cyclone (gelb) schlängelt sich durch White Water World
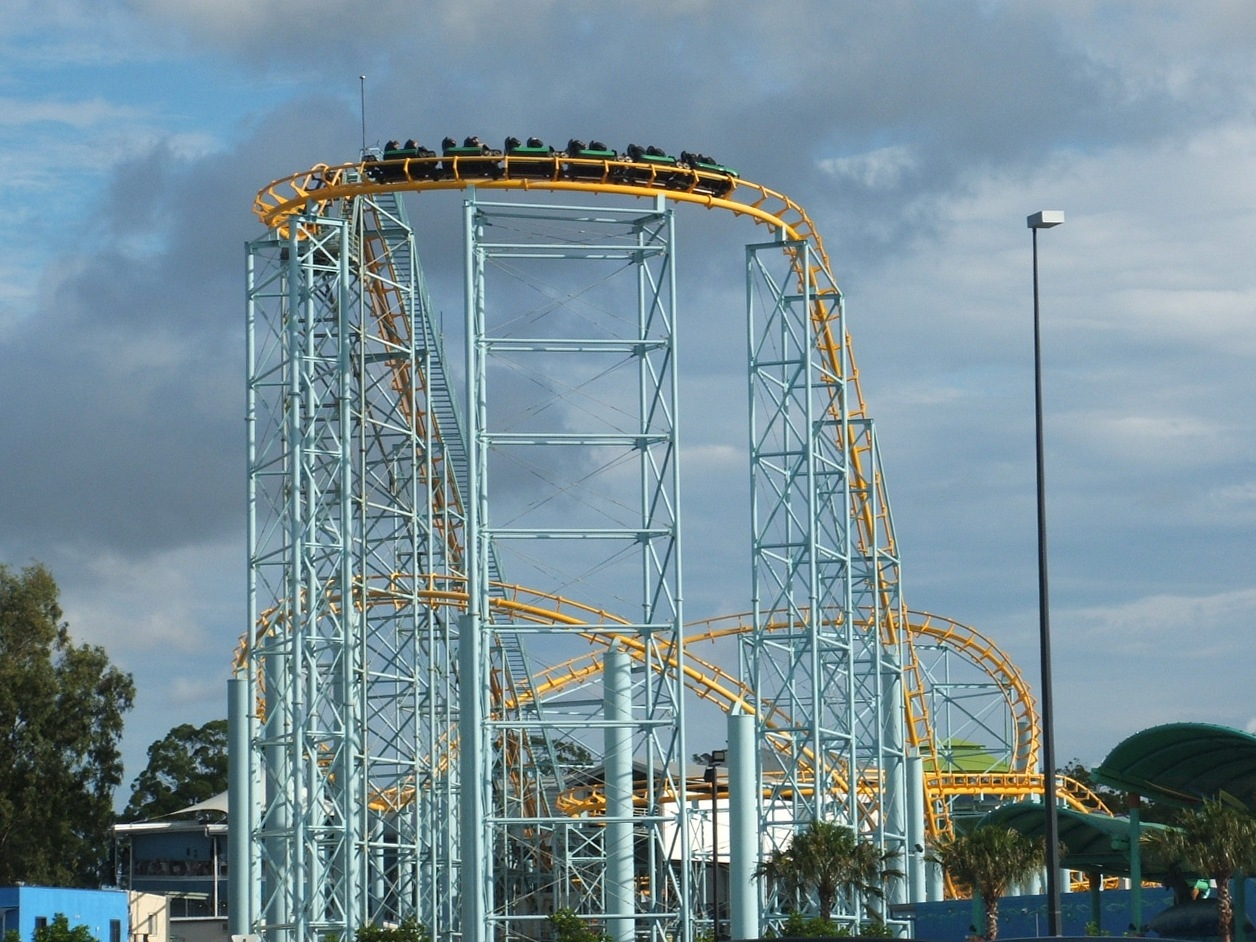
Cyclone
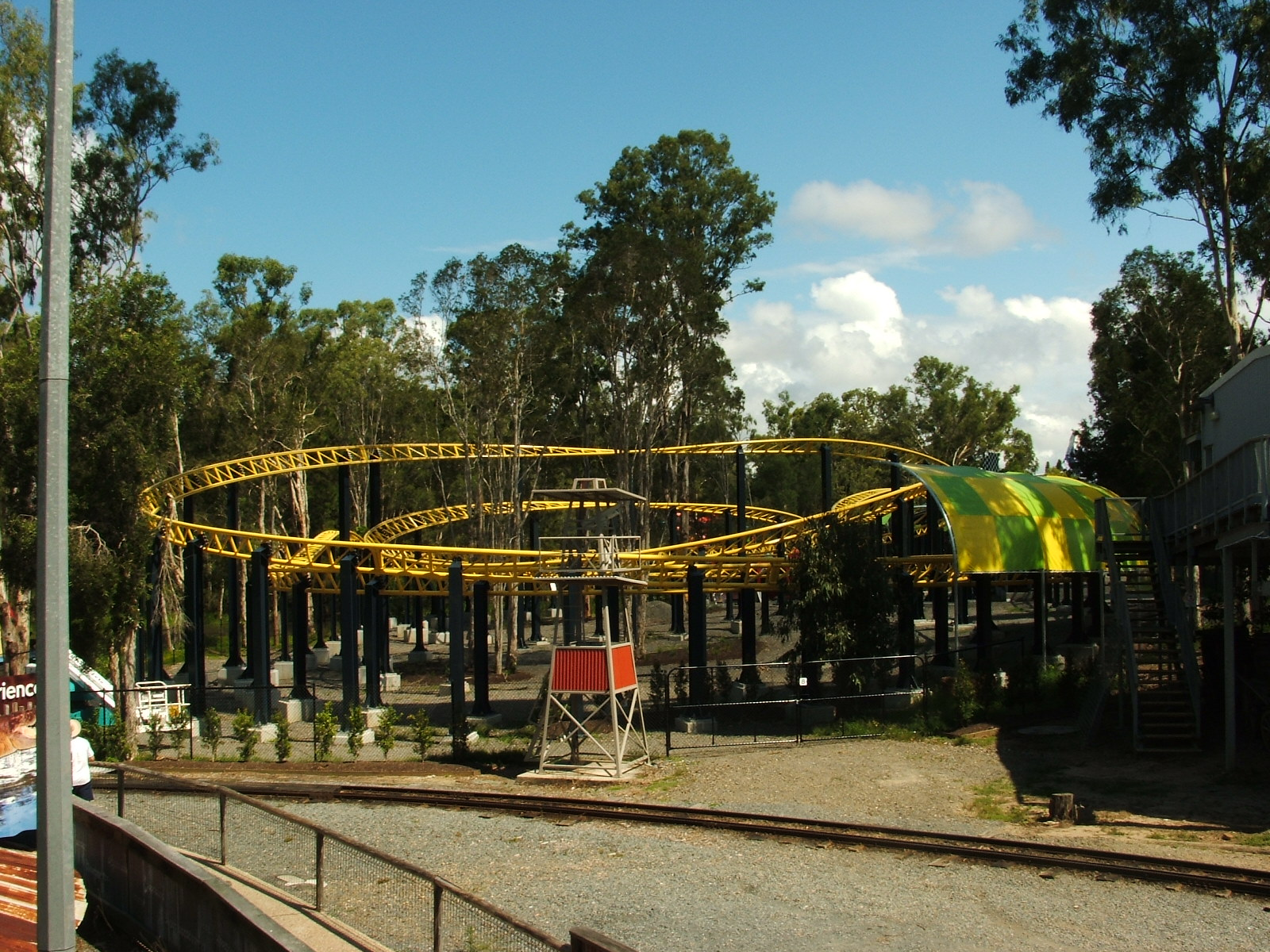
Mick Doohan's Motocoaster mit Gleis der Dreamworld Railway im Vordergrund
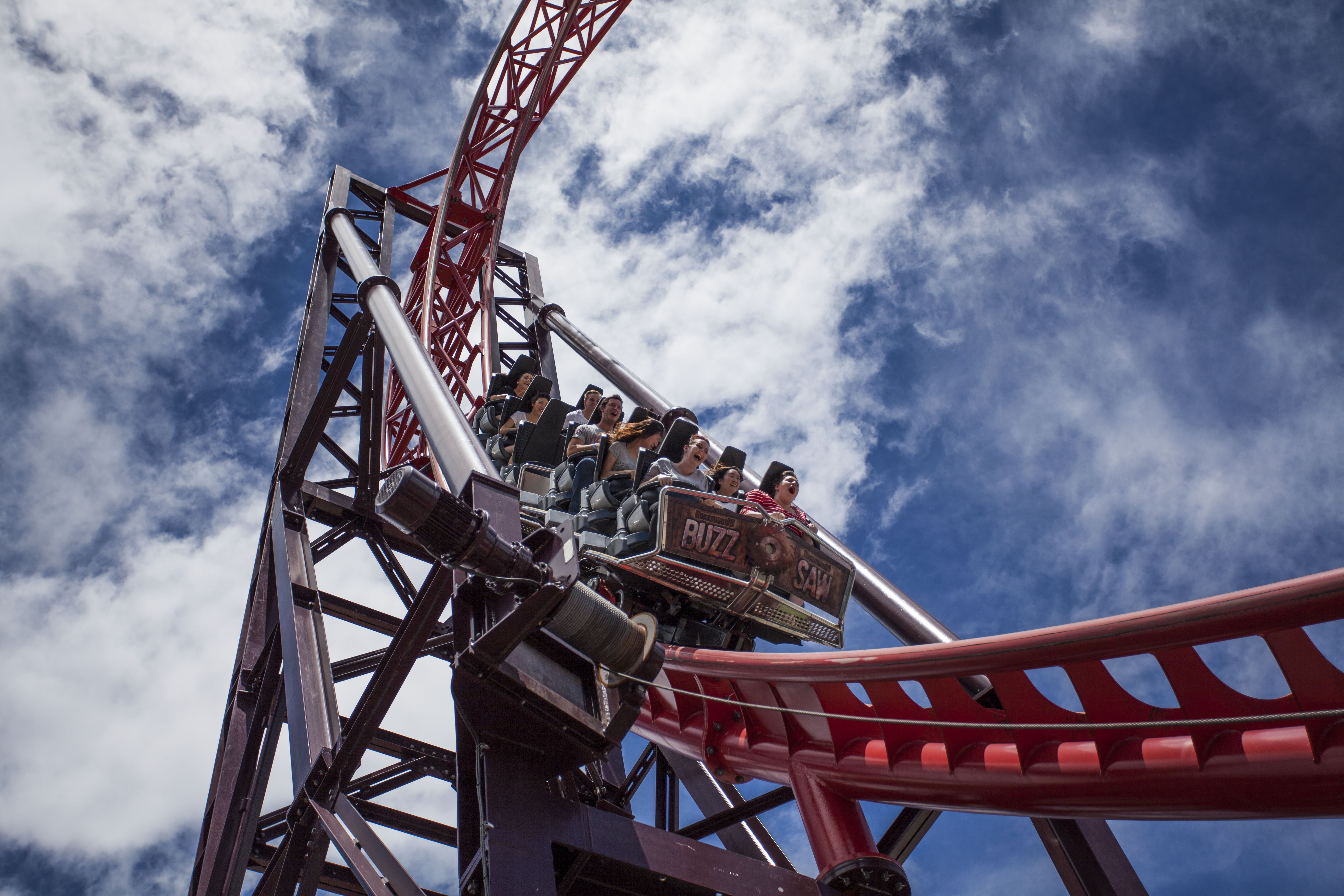
BuzzSaw